# أنس هينولت
أنس هينولت هي إحدى مدن هايتي تقع  ضمن مناطق إدارة أنس الكبرى. يبلغ عدد سكانها 23,185 نسمة وذلك حسب إحصائيات سنة 7 August 2003. يبلغ ارتفاع المدينة عن سطح البحر قرابة 148 متر. تبلغ مساحتها 107.0 كم².